# The Dark Knight Rises (игра)
The Dark Knight Rises (с англ. — «Тёмный рыцарь: Возрождение легенды») — компьютерная игра по мотивам одноимённого фильма о супергерое Бэтмене, разработанная и изданная компанией Gameloft для портативных устройств под управлением Android и iOS, а также на мобильных телефонах с поддержкой Java. Версия для Android и iOS представляет собой трехмерную игру жанра Action в открытом мире, версия для мобильных телефонов — двухмерный платформер с видом сбоку.
Продолжение игры Batman Begins (2005, рус. Бэтмен: Начало) по мотивам первого фильма.

## Сюжет
Восемь лет спустя после гибели Харви Дента Готэм вновь окружен мраком. 

## Актёры озвучивания
Персонажей озвучили другие актёры, нежели в фильме:
Шон Шеммель — Брюс Уэйн / Бэтмен
Элисон Морган — Селина Кайл / Кошка
Майкл Лос — Бейн
Билли Боб Томпсон — офицер / детектив Робин Джон Блейк
Эйлин Стивенс — Миранда Тейт / Талия аль Гул
Эзра Найт — Люциус Фокс
Бенжамин Бекер — Филлип Стривер
Дэн Грин — Барсед, правая рука Бэйна; вспомогательные роли
Джейсон Гриффит — Джонатан Крейн / Пугало
Оливер Уаймэн — комиссар Джеймс Гордон
Стив Френч — Альфред Пенниуорт, Томас Уэйн

## Критика и популярность
| Сводный рейтинг    | Сводный рейтинг                     |
| Агрегатор          | Оценка                              |
| ------------------ | ----------------------------------- |
| GameRankings       | 74,44 %                             |
| Metacritic         | 64 / 100                            |
| Иноязычные издания |                                     |
| Издание            | Оценка                              |
| IGN                | 5,5 / 10                            |
| Pocket Gamer UK    | 9 / 10 (Java) 5 / 10 (iOS, Android) |
| Gamezebo           | [ 7 ]                               |

Джастин Дэвис (англ. Justin Davis), обозреватель IGN, назвал открытый мир игры «невероятным» с технической точки зрения, но раскритиковал скучные бои, неудобное управление и агрессивное навязывание игроку покупок во внутриигровом магазине. Джош Уиттенкеллер (англ. Josh Wittenkeller), обозреватель Gamezebo, отметил большое сходство игры с одной из предыдущих игр Gameloft, The Amazing Spider-Man (для iOS и Android); он назвал сильными сторонами игры впечатляющую по меркам портативных платформ графику и открытый мир, а слабыми — «двухкнопочные» бои и скучные промежуточные миссии.